# Synagelides zhilcovae
Synagelides zhilcovae là một loài nhện trong họ Salticidae.
Loài này thuộc chi Synagelides. Synagelides zhilcovae được Jerzy Prószyński miêu tả năm 1979.